# 쑹쭈잉
쑹쭈잉(중국어: 宋祖英, 병음: Sòng Zǔyīng, 1966년 8월13일 ~ )은 중국의 오페라 가수이자 소프라노이다.

## 생애
쑹쭈잉은 후난성 샹시 투자족 먀오족 자치주의 일부인 구장현에서 태어난 먀오족이다. 베이징의 중앙 민족 대학에서 음악학, 무용학을 전공했고 중국 음악 대학을 졸업했다. 쑹쭈잉의 아버지는 그가 12살 시절에 돌아가셨는데 쑹쭈잉은 아버지의 맏딸이다. 1991년에는 중국 인민해방군 해군 가무단에 국가 1급 가수로 입단하였고 2009년에는 중국 인민해방군 해군의 비전투 후방 제독으로 임명되었다.

## 정치 활동
쑹쭈잉은 1999년 장쩌민 당 총서기 주도로 중국 공산당에 입당했다. 불륜설이 나돌던 장쩌민의 핵심 정치 고문이자 쩡칭훙의 동생인 쩡칭화이도 그녀의 '핵심 후원자'로 여겨지고 있다. 쑹쭈잉은 1998년부터 2003년까지 제9차 전국인민대표대회에서 부대표로 2003년부터는 제10차, 제11차, 제12차 중국인민정치협상회의 위원을 역임했다.
쑹쭈잉은 중국 공산주의 청년단 상임위원, 중화전국부녀연합회 집행위원, 중국문학예술계연합회 회원, 중국음악가협회 대표를 역임했고 중국 적십자사의 홍보대사로도 활동했다.

## 작품
1. 小背篓
2. 送你一朵东方茉莉
3. 古丈茶歌
4. 十送红军
5. 大地飞歌
6. 龙船调
7. 家乡有条猛洞河
8. 好日子
9. 飞
10. 长大后我就成了你
11. 兵哥哥
12. 东西南北兵
13. 辣妹子

## 수상
- 중국음악가협회 주최 '금룡컵 전국가수초청 콩쿠르' 수상
- '남십자다원문화공헌골든상'수상
- 중국 문학예술계연합회 '덕예를겸비한' 예술가 칭호 수여
- '세계중국인음악민가 최고노래상'수상